# Alberto Etcheverry
Carlos Alberto Etcheverry  (Buenos Aires, 30 de julio de 1933-28 de agosto de 2014) fue un futbolista argentino que jugaba en la posición de delantero. Militó en equipos argentinos como Boca Juniors, Chacarita Juniors y después emigró a México para militar con León, Irapuato, UNAM, Atlante y Nuevo León.

## Trayectoria
Nació el 30 de julio de 1933 en Buenos Aires, fue un centrodelantero salido de la cantera de Boca Juniors, su debut se da el 6 de abril de 1952 y su último partido con Boca fue el 29 de diciembre de 1955. Marcó 11 goles en 24 encuentros que jugó con Boca Juniors, en sus 4 años de estancia. Después de Boca pasa a jugar a Chacarita Juniors, pero poco tiempo después emigra al Club León de la Primera División de México, liga donde cosecharía la mayoría de sus logros. 
En México jugó para varios equipos, primero llegó al León en 1958 dónde tiene una regular actuación marcando 7 goles en su temporada de debut, sobresaliendo como el segundo mejor anotador con 16 goles para 59-60 y 10 goles para 60-61. Con esta actuación en 1961 es contratado por Irapuato donde cumplió un par de años con una buena cuota de goles con 10 para 61-62 y 12 goles para 62-63, esto logró que los Pumas del Club Universidad Nacional lo contrataran la siguiente temporada 1963-64, donde lograría obtener el título de goleo individual en su primera temporada con 20 tantos. Después tendría un paso fugaz por el Atlante F. C., de 1965 a 1966, llegando al Nuevo León en 1966, con la peculiaridad de que en este club actuaría tanto como jugador y como entrenador.
Se retiró en la temporada 1968-69 con Jabatos, y empezó a dedicarse a tiempo completo a la profesión de entrenador. En 1970 recibió la oportunidad de dirigir al Monterrey, donde permaneció por dos torneos (México 70 y 1970-71); tiempo después regresó a la institución universitaria de la UNAM en donde comenzó a dirigir fuerzas básicas.

## Equipos
- 1952-1955  Boca Juniors
- 1956-1957  Chacarita Juniors
- 1958-1961  León
- 1961-1963  Irapuato
- 1963-1964  Pumas UNAM
- 1965-1966  Atlante
- 1966-1969  Nuevo León (entrenador y jugador)